# Paleó Gynekókastro
Paleó Gynekókastro (en grec moderne : Παλαιό Γυναικόκαστρο, littéralement en français : Vieux château des femmes) est un village du dème de Kilkís en Macédoine-Centrale, en Grèce.

## Généralités
Il est situé à 15 km au sud-ouest de Kilkís, à 45 km de Thessalonique et à 19 km de Polýkastro. Paleó Gynekókastro est relié par une route asphaltée et dispose de transports réguliers avec Kilkís et Thessalonique. En 1922, la population du village était de 2 000 habitants. Selon le recensement de 2011, la population du village s'élève à 280 habitants. Le reste de la population a progressivement émigré vers Kilkís, Thessalonique ou l'Allemagne. La principale occupation des habitants est l'agriculture et l'élevage. 

## Histoire
Paleó Gynekókastro est construit sur les fondations de Gynekókastro. Il s'agit d'une ancienne localité qui remonte à l'époque byzantine. Au milieu du XVe siècle, vers 1450, celle-ci comptait 20 maisons chrétiennes et 31 musulmanes. Des Grecs ont vécu dans le village jusqu'en 1907. Le quartier grec était situé à Karaoúli (Καραούλι). En 1907, les Grecs sont partis à cause des atrocités commises par les Bulgares. Beaucoup se sont installés à Zevgolatió, en Corinthie, comme la famille de Ioánnis Papaïoánnou[source insuffisante].
Les habitants actuels sont principalement des Pontiques et des Caucasiens, réfugiés de Kars (Turquie orientale) et même de Beberéc (el) et Toroskof, actuelle Çimenkaya (tr), de la région d'Ardahan, qui se sont installés après la guerre russo-turque de 1877-1878, venus également des villages de la région d'Argyrópolis. Une petite partie des habitants étaient des Saracatsanes. 
Douze familles de Beberéc sont arrivées en Grèce, en 1913, par bateau et ont débarqué à Kavála. En 1914, quarante autres familles de Serrès sont arrivées. Avant la Première Guerre mondiale, elles sont contraintes de rentrer chez elles et parviennent à Batoumi, en Géorgie. Mais dans la dernière phase de leur voyage, leur navire est attaqué par l'armée turque et elles doivent débarquer à Tuapse, en Russie, à l'automne 1914. Leurs aventures, commencées depuis de nombreuses années, ne prendront fin qu'en 1922 avec la catastrophe de l'Asie Mineure, sur le sol grec.
Elles rentrent en Grèce en 1922 à  (el) près de Kalamariá, puis s'installent à Avret - Hisar, qui signifie Château des épouses/femmes, le nom turc de l'époque de la localité de Paleó Gynekókastro. Avec leur installation, leur acclimatation à leur nouvelle patrie commence.

## Château

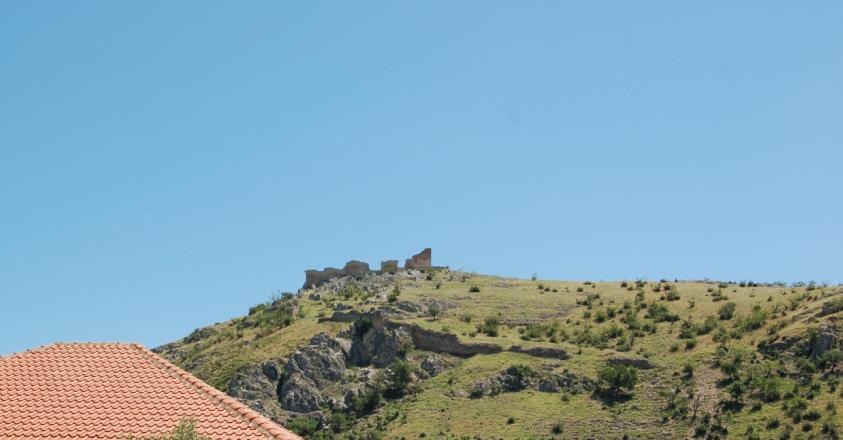
Le château, vu depuis l'ouest.

Paleó Gynekókastro est connu grâce aux ruines de son château. Un fort bastion de Thessalonique, situé à 45 km au nord de la ville, surveille la zone située entre les rivières Gallikós (el) et Axiós. La forteresse se dresse sur une colline naturelle escarpée, à une altitude de 200 mètres et a une superficie d'environ 25 ha, entourée de murs de pierre. Au sommet du château se trouve une tour et sur les murs, on peut encore voir les positions de défense. Dans la partie ouest et à l'intérieur des murs se trouve un puits d'un diamètre de 2 mètres et d'une profondeur de 28 mètres. Une partie du puits semble être recouverte de gravats, avec une profondeur réelle estimée à 70 mètres, selon les informations des résidents. Selon eux, on suppose également qu'en 1922, il y avait un plancher en bois au fond du puits, tandis que d'autres disent qu'il y avait une galerie de sortie au fond du puits, qui menait à une rivière adjacente. La version actuelle de l'existence de la galerie vers l'extérieur s'explique par le fait que c'est probablement par cette galerie que les habitants à l'intérieur des murs obtenaient de l'eau potable pendant les périodes de siège du château.
Ce rocher naturel escarpé, d'après sa morphologie et les fouilles réalisées dans sa partie orientale, était habité à l'époque pré-chrétienne (1100 av. J.-C. - âge du fer). Des tombes pré-chrétiennes ont été trouvées dans cette section, orientées vers le sud, confirmant l'existence d'habitations au cours des trois derniers millénaires. 
Le château byzantin a été fondé par l'empereur Andronic III Paléologue entre 1328-1341 pour la défense et la protection des établissements de la région contre les raids barbares. C'était une puissante forteresse et des fonctionnaires byzantins y résidaient. Elle est également connue des luttes dynastiques de Jean VI Cantacuzène et des guerres civiles de 1341.
Au cours de l'été 1342, le gouverneur de Thessalonique, le commandant en chef Théodore Synadénos, s'y réfugie avec un millier d'aristocrates, lorsqu'ils sont menacés par le soulèvement populaire des Zélotes, ainsi que par Cantacuzène et ses soldats.
En 1384, Gazi Evrenos (el) conquiert après Serrès, Dráma, Monastíri, Gynekókastro et le château de Saint-Basile, qu'il détruit.

## Fête
Une fête du village, appelée Gynékokástria (Γυναικοκάστρεια), a lieu chaque année le premier week-end d'août dans la zone en plein air Platania, sous la vue du château, qui est illuminé ces jours-là.
Le programme des manifestations comprend généralement des programmes pour enfants (clowns, échassiers, jongleurs, etc.), des danses et des chants traditionnels Pontiques, de Crète, de Macédoine et de Thrace, l'offre de plats traditionnels pontiques et la reprise de coutumes traditionnelles (mariage pontique, etc.).